# Romániai magyar népköltészet
A romániai magyar népköltészet kutatását lehetővé tevő és sarkalló romániai intézményi keret az évtizedek során hol harmonikusan, hol hiányosan működött. A néprajzos képzés (néprajzoktatás az egyetemen) nagy időbeli kihagyásokkal történt. Ennek tulajdoníthatóan a népköltészet gyűjtését az önkéntes gyűjtők hada, kutatását pedig kisszámú szakember végezte. Ez utóbbiak munkájához az 1949-ben alakult különböző átszervezések során hol az Akadémiához, hol a Babeș–Bolyai Tudományegyetemhez csatolt, hol önállóan működő bukaresti Folklór Intézet kolozsvári Folklór Osztálya biztosított intézményi hátteret. A tájmúzeumok (Nagyvárad, Kolozsvár, Sepsiszentgyörgy, Csíkszereda, Székelykeresztúr, Nagyszeben), valamint a Népi Alkotások Háza mind a népköltészet gyűjtéséről, mind a gyűjtemények megjelentetéséről több-kevesebb rendszerességgel gondoskodtak.
A romániai magyar folklorisztikának állandó fóruma nem volt. A Kriterion Könyvkiadó két évtizeden keresztül legkövetkezetesebb pártolója volt e tudományágnak. További népköltészeti kiadványokat jelentetett meg az Állami Irodalmi és Művészeti Kiadó, a Dacia Könyvkiadó, a Ion Creangă Könyvkiadó, 1989 után pedig a Kriterion mellett az Erdélyi Gondolat, a Pallas-Akadémia, a Pro-Print, a Firtos Művelődési Egylet (könyvkiadás). A lapok közül a Művelődés c. folyóirat indulásától kezdve a folklórkutatás orgánuma is volt. Jellegéből eredő szelekció alapján a NyIrK, a Korunk, az Utunk, A Hét, a Falvak Dolgozó Népe és minden megyei lap közölt változó finalitással és igényességgel megírt cikkeket. Néhány lap néprajzi tematikájú évkönyvet is jelentetett meg (Korunk 1979, 1982, Utunk 1980, Igaz Szó 1984). E lapok néprajzi bibliográfiájának összeállítása és megjelentetése is elkezdődött (Szabó Ilona: A Korunk népismereti könyvészete. 1926-1977. Korunk Évkönyv 1979. 299-312; Zágoni Jenő: A sepsiszentgyörgyi Megyei Tükör néprajzi bibliográfiája. 1968-1976. Népismereti Dolgozatok 1980. 240-265; Cseke Péter: A Falvak Népe és a Falvak Dolgozó Népe néprajzi bibliográfiája. 1945-1980. Népismereti Dolgozatok 1981. 219-264).
Eredményesnek bizonyult néhány folyóirat (Művelődési Útmutató, Pionír, Napsugár, Jóbarát, Dolgozó Nő, Fáklya, Hargita, Megyei Tükör stb.) gyűjtési pályázata (Szabó Zsolt: Irányított néprajzi gyűjtő-versenyek általános iskolás tanulókkal. Népismereti Dolgozatok 1976. 73-84). Az 1976-ban indult Népismereti Dolgozatok szerkesztői (Faragó József, Kós Károly) a maguk idején mind a kutatásszervezés- és irányítás, mind a publikálás feladatát magukra vállalták. Újabban a Györffy István Néprajzi Egyesület 1992-ben indult folyóirata, a Néprajzi Látóhatár állandó jelleggel közli a romániai magyar folklórkutatók tanulmányait. Ma az 1990 tavaszán szerveződött Kriza János Néprajzi Társaság népes (150 körüli) tagsága foglalja magába a romániai magyar (amatőr és hivatásos) folklórkutatók zömét. Évente hirdet gyűjtési pályázatot és 2-3 tematikus konferenciát. A KJNT Értesítője módszertani és híranyagot közöl. Évkönyveiben a tagok tanulmányai jelennek meg.
Az 1989 előtti állapotokat találóan jellemezte S. Lackovics Emőke: „A kutatások mögött az esetek többségében nincsenek támogató intézmények, sőt kimondhatjuk azt a tényt, hogy Romániában (Erdélyben) ma nincs intézményes, szervezett magyar néprajzi kutatás [...] A magyar néprajzi kutatás nem rendelkezik önálló intézményekkel, és egyáltalán nincs szakember- utánpótlása.” E helyzet 1989 után jelentősen változott.

## Műfajok

### Népmese
A romániai magyar népköltészet leggazdagabban adatolt műfaja a népmese. A könyvkiadás jóvoltából a gyűjtések nagy része napvilágot látott (Nagy Olga, Ráduly János, Balla Tamás, Fábián Imre, Szabó Judit, Sipos Bella, Duka János, Zsók Béla, Seres András gyűjtései), de megjelent egy-egy mesemondó repertoárja (Kurcsi Minya, Jakab István, Czifra János, Berekméri Sándor, Koczkás Sándor), egy falu (Kibéd, Szék) vagy tájegység (Mezőség, Csík, Bihar tájegységek) mesekészletéből készült válogatás is.
A mese, egyéb műfajok mellett, néhány falu és tájegység folklórmonográfiájában is helyet kapott (Konsza Samu, Almási István – Olosz Katalin, Horváth István, Seres András, Pozsony Ferenc). Szórványosan sor került korábbi gyűjtések újbóli kiadására is.

### Szövegfeltárás
A szövegfeltárás erőfeszítéseit lassúbb lépésekben követte a tudományos feldolgozás, értelmezés. Néhány kutatási szempont következetes érvényesítése a magyar folklorisztika szintjén is figyelemre méltó. Minthogy a magyar nyelvterületen a klasszikus parasztmese Erdélyben szinte napjainkig konzerválódott, a hazai kutatások nagy érdeme a műfaj szociológiai vizsgálata. A magyar mesekutatásban az Ortutay Gyula által kezdeményezett egyéniségkutatás módszerét több hazai kutató is érvényesítette (Fábián Imre, Faragó József, Nagy Olga, Szabó Judit, Vöő Gabriella). Ily módon olyan kérdésekben látunk tisztábban, mint a mese hagyományozódása, variálódása, az egyéni meserepertoár nagysága és szerkezete, a hagyomány és a mesélő életformájának, világképének, személyes élményeinek, beszédstílusának, valamint a mesemondó és a beszédhelyzet, továbbá a hagyomány-mesemondó-közönség viszonyának kérdése. A világkép, az életforma, a kultúra változása adaptálódásra kényszerítette a műfajt. Ezzel magyarázható, hogy a misztikumot, a fantasztikumot lassan háttérbe szorította a racionalitás, a mese a felnőttek folklórjából lesüllyedt a gyermekfolklórba; a felnőttek körében mindössze kivételes helyzetben (a férfiak havasi favágása esetén), valamint az akkulturáción átment cigányság körében őrizte meg korábbi funkcióit.
E műfajjal kapcsolatosak Nagy Olga gazdag életművének fontos tézisei. A Hősök, csalókák, ördögök (1974) a mesehősök jellemének változásával szemlélteti a műfaj metamorfózisát, a mese funkciójának változását; A táltos törvénye. Népmese és esztétikum (1978) az élő mese esztétikumteremtő eljárásait veszi számba; a Táltos és Pegazus (Budapest, 1993) a népi epika és az irodalom állandó kapcsolatáról értekezik.

### Ballada
A ballada szintén a romániai magyar folklórkutatás homlokterében állt. Az évtizedek során több gyűjtő (Albert Ernő, Bura László, Faragó József, Jagamas János, Kallós Zoltán, Pozsony Ferenc, Ráduly János) vállalkozott különböző vidékek (Moldva, Háromszék, Kibéd, Szatmár) balladaismeretének feltérképezésére. A műfaj kutatásában jelentős teljesítményként könyvelhetjük el a ballada szociológiai vizsgálatának megalapozását. Ráduly János és Faragó József vizsgálta először az élő ballada átöröklődésének, nemzedékek, nemek szerinti népszerűségének szabályszerűségeit. E szempontok érvényesítése hagyománnyá vált a további kutatásban. Ráduly János és Pozsony Ferenc egyaránt adatolta a ballada funkcióváltás általi fennmaradását.
A cigány etnikum akkulturációja során elsajátította a magyar kultúrát, a balladák utóéletét nyújtva meg ezáltal. Továbbá az ő körükben a balladák, tragikus hangulatuknak tulajdoníthatóan, alkalomhoz kötődtek, a halottvirrasztó szertartásának szövegeivé váltak. A műfaj kutatója, Faragó József a balladagyűjtés történetét, ritka és új balladatípusok variánsait, balladatémák vándorlását, a ballada esztétikai-poétikai, formai jellemzőit vizsgálja. A műfaj kutatásában sajátos úton jár Demény István Pál. Az ő tanulmányai a balladába beépült hősepikai elemeket, témákat és motívumokat tárják fel.

### Monda
A monda periférikusan adatolt műfaj. Mindössze népköltési monográfiákban tűnt fel alig néhány típus, változat formájában. Több területről azonban nagy mennyiségű hiedelemmonda vár kiadásra.

### Közmondások
Habár a közmondások (lat. proverbium) a mindennapi kommunikációnak máig nélkülözhetetlen kliséi, e műfajról mindössze néhány szórványos közlés (Almási István – Olosz Katalin, Konsza Samu, Kovács Ferenc, Seres András) és egy monumentális korpusz (Vöő Gabriella) olvasható. Figyelemre méltó Vöő Gabriellának a műfaj specifikumával, a közmondás logikai struktúrájával és funkciójával kapcsolatos kutatási kísérlete, valamint Vöő István román-magyar, magyar-román proverbium-egyeztetése.

### Találósok
A találósok műfaját két szövegkorpusz (Fábián Imre, Ráduly János) és néhány apróbb szövegközlés képviseli. Ráduly János kibédi gyűjteményének előszava a műfaj-szociológiai módszer alkalmazásával jellemzi a találósokat.

### Népi irodalom
A folklór műfajrendszeréről a kutatási gyakorlatban alkalmazott hagyományos képet Nagy Olgának sikerült megingatnia. Néhány tanulmánya, majd egy kötetnyi szövegközlése bizonyította meggyőzően, hogy a hagyományos folklórtémák és a formai- esztétikai kód helyét jelentős mértékben átvette a személyes, aktuális élményanyag és a mindennapi közlési gyakorlat kevésbé konvencionális  stílusa. A mesék, mondák helyett a mesélők saját maguk vagy környezetük életéből vett, igaznak tételezett történeteket érlelnek előadhatóvá és forgalmaznak.
Ezzel egy időben jelennek meg a népi írásbeliség későn felfedezett termékei, a naplók és népi élettörténetek.

### További műfajok
Keszeg Vilmos két kötetben elemzi a többi írott műfajt (vőfélyvers, emlékvers, falvédőfelirat, misszilis levél).

### Népdalok
Figyelemre méltó erőfeszítés történt a népdalok feltárása terén. Jelentős mennyiségű szöveg és dallam került kiadásra folklór- és népdalmonográfiákban (Albert Ernő, Almási István, Jagamas János – Faragó József, Kallós Zoltán – Martin György, Szegő Júlia).

### Gyermekfolklór
Az utóbbi években terelődött a figyelem a gyermekfolklórra. Fábián Imre és Faragó József nagy mennyiségű mondókát tett közzé Bihar vidékéről. Gazda Klára gyermekfolklór-monográfiája a gyermekélet állomásait, meghatározottságait vette számba, majd pedig egy közösség gyermekfolklórjának rendszerét rekonstruálta.

### Tréfás folklór műfajok
A tréfás folklórműfajok néhány év leforgása alatt örvendetes módon a figyelem középpontjába kerültek. Vöő Gabriella Tréfás népi elbeszélések (1984) című munkája igényes módszerességgel elemzi a komikus szemiotikai, strukturális és referenciális eszközeit, a tréfás népi elbeszélések műfaji kérdéseit. Itt kell megemlíteni Duka János székelyekről szóló anekdotagyűjteményét, Imreh Lajosnak egy székely tréfamester repertoárját tartalmazó gyűjtését, Nagy Olga kétkötetnyi tréfaközlését, Zsigmond Győző részlegesen megjelent politikai viccgyűjteményét.

### A népi vallásosság műfajai
Az utóbbi évekig figyelmen kívül maradt a népi közösségek laikus vallásos gyakorlatának vizsgálata. Bár az eredmények egyelőre szórványosak, néhány kutatási program ígéretesnek minősíthető. Elsősorban Tánczos Vilmos archaikus imagyűjtésére, laikus vallásos közösségek és specialisták működésével kapcsolatos kutatásaira gondolunk.

### Hiedelemmondák
Ugyancsak szórványos a mágia és a hiedelemrendszer vizsgálata (népi hiedelem). Salamon Anikó ráolvasás-szövegeket és hiedelemmondákat publikált Gyimes vidékéről, Csőgör Enikő Tordatúr hiedelemvilágát kutatta, néhány folklórmonográfia szintén tartalmaz hiedelemmondákat. Keszeg Vilmos a Mezőségen végzett átfogó hiedelemgyűjtést.

### Néptánc
A néptáncvizsgálat hosszú időn keresztül külsődleges, főleg szociológiai szempontokat alkalmazott (táncalkalmak, korosztályok táncai, zene és tánc, viselet és tánc). Mindössze néhány évtizede történtek próbálkozások a tánc tipologizálása, főleg Martin György kezdeményezésére. Említést érdemel Könczei Csillának a táncnyelv szemiotikai és szintaktikai elemzésére irányuló törekvése.

### Népszokások
A szokásvizsgálat a folklórkutatás hagyományos témája. Az évtizedek során különösen az emberélet fordulói, az átmeneti rítusok (Balázs Lajos, K. Kovács László, Seres András, Virág Magdolna), a jeles napi szokások és agrárrítusok (Nagy Jenő, Nagy Ödön, Makkai Endre, Salamon Anikó, Vasas Samu) álltak az érdeklődés középpontjában. Az utóbbi években a kutatások a szokások strukturalista, szemiotikai, szociológiai szempontok szerinti vizsgálatát részesítik előnyben (Balázs Lajos, Barabás László, Pozsony Ferenc).
A romániai magyar folklórkutatás számára tehát a népköltészet szelektív módon vált a vizsgálat tárgyává. A figyelem a folklór paraszti, hagyományos, szóbeli és esztétikus részére irányult.